# Lobelia aurita
Lobelia aurita är en klockväxtart som först beskrevs av Townshend Stith Brandegee, och fick sitt nu gällande namn av Tina J. Ayers. Lobelia aurita ingår i släktet lobelior, och familjen klockväxter. Inga underarter finns listade i Catalogue of Life.